# Franz Xaver Krismann

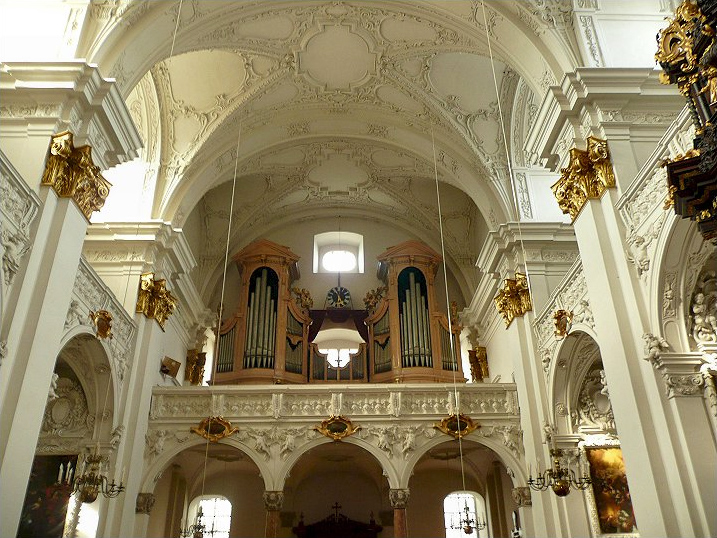
Brucknerorgel im Alten Dom in Linz

Franz Xaver Krismann, auch unter Chrismann und anderen Schreibvarianten bekannt (* 22. Oktober 1726 in Reifenberg (Grafschaft Görz), heutiges Branik in Slowenien; † 20. Mai 1795 in Rottenmann, Steiermark), war ein bedeutender österreichischer Orgelbauer und ursprünglich Priester.

## Leben

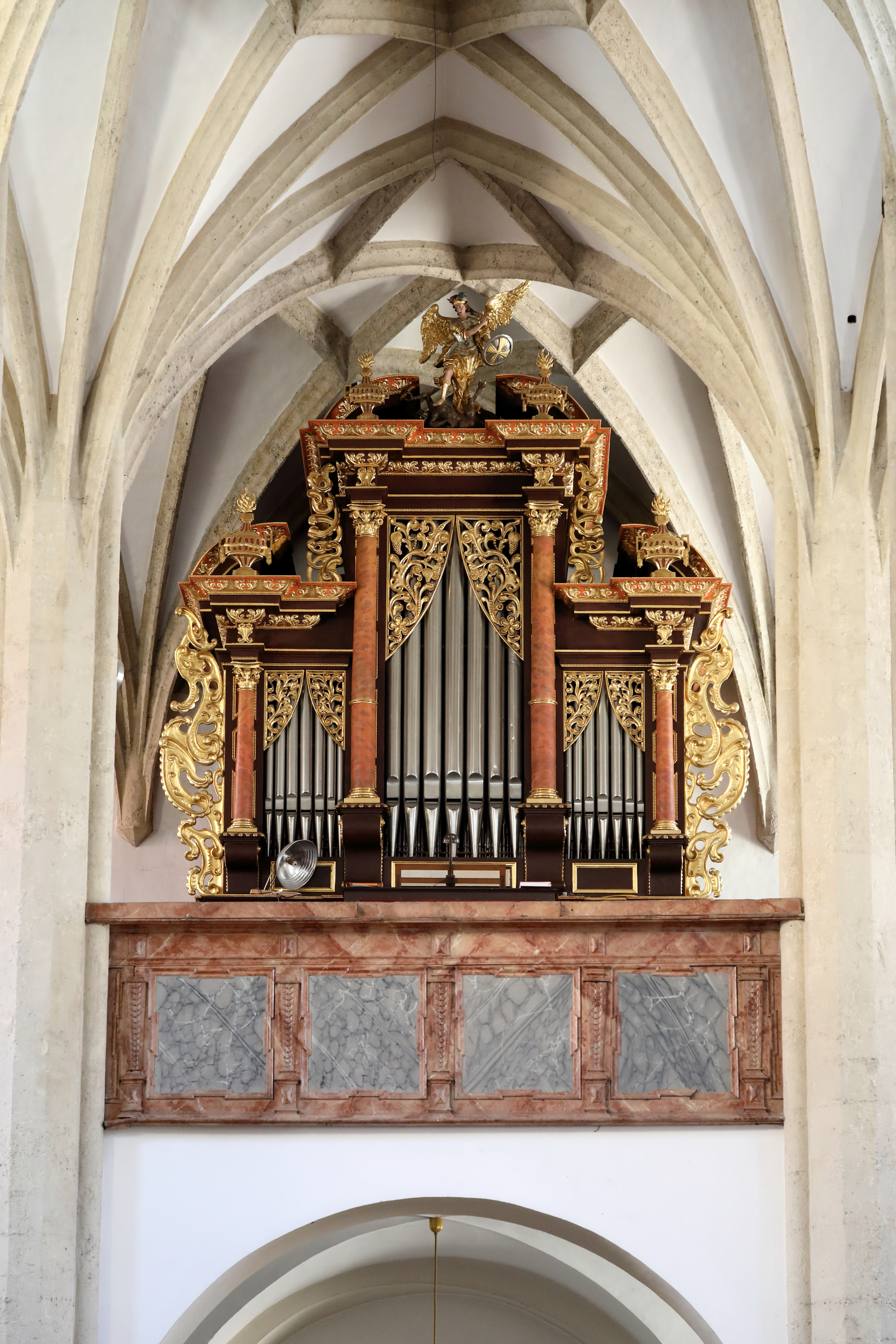
Orgel der Stadtpfarrkirche Rottenmann

Krismann, Sohn einfacher Leute, dürfte eine Jesuitenschule besucht haben, anschließend absolvierte er ein Theologiestudium und wurde am 19. Dezember 1759 in Görz zum Priester geweiht. Nach einigen Jahren der Seelsorge wendete er sich dem Orgelbau zu, wobei er vermutlich bereits von 1754 bis 1758 das Orgelbauhandwerk erlernte. Er errichtete u. a. folgende Orgeln:
- 1770–1774 Augustiner-Chorherrenstift St. Florian (III+P/74, „Brucknerorgel“, umgebaut erhalten)
- 1774–1778 Stadtpfarrkirche Steyr (einige Register erhalten)
- 1780 Pfarrkirche Steyr-St. Michael (II+P/27, Umbau durch Krismann)
- 1768–1770 Alter Dom (Linz) (III+P/32, „Brucknerorgel“, umgebaut erhalten)

1795 verstarb Krisman während seiner Arbeit an der Orgel für die Stadtpfarrkirche Rottenmann an Fleckfieber und wurde auf dem 1792 neu errichteten Städtischen Friedhof beigesetzt.
Anmerkungen
1. ↑  Nach anderen Angaben 1750.